# Yllebjerg
Yllebjerg er en meget lille isoleret bakkeø i Herning Kommune, tæt på byen Hodsager og cirka 12 kilometer fra Holstebro. Den er 1800 meter lang og 300 meter bred og 15 meter høj og 13 hektar blev i 1980 fredet . Yllebjerg blev formet under sidste istid, hvor smeltevandet strømmede over Karup Hedeslette og skyllede alt blødt materiale bort. 
Under anden verdenskrig havde tyskerne en lyttestation på den vestlige ende af bakken. Der kan stadig ses spor af denne.